# BABY UNIVERSE (ゲーム)
BABY UNIVERSE（ベイビー・ユニバース）は1997年6月20日にソニー・コンピュータエンタテインメント（後のソニー・インタラクティブエンタテインメント）より発売されたPlayStation用ゲームソフト。「3Dカレイドスコープ」と言うジャンル名が示すように、3Dグラフィックで万華鏡を表現したソフトである。監修は藤井フミヤ。

## 概要
- 実物の万華鏡では表現不可能な奥行きのある万華鏡を作れる。
- 選べるパーツは「ジュエル」と呼ばれており、16種類から2個を選べる。
- 途中で加えた動きを録画することも出来る。なお、メモリーカードはこのためだけに使う。
- プレイ中にディスクを普通の音楽CDに入れ替えてそのまま再生できる「SoundScope」というモードがあり、これは作成した万華鏡を眺めながら好きな音楽を鑑賞するためのモードである。この機能は後にPlayStation本体のアプリケーションとして搭載された。
- 唯一、ディスクを入れて起動した後にPSのロゴがフェードアウトするソフトである。

## 評価
シナリオ、キャラクター、操作性、爽快感といった、普通のゲームを評価する際の重要な事項は元から存在しないため、ゲームではない(いわゆるゲー無)という評価が専門メディアにも為されている。強いて言えば、サイケデリックな映像が独特の雰囲気を醸し出す。